# Charmühle
Charmühle ist ein Gemeindeteil der Stadt Feuchtwangen im Landkreis Ansbach (Mittelfranken, Bayern). Charmühle liegt in der Gemarkung Vorderbreitenthann.

## Geografie
Die Einöde mit nur einer Hausnummer liegt zwischen dem Charhof bachauf- und dem schon zu Herrieden gehörenden Bittelhof bachabwärts dicht an der Grenze des Stadtgebiets linksseits des oberen Charbachs, eines ostwärts laufenden, rechten Zuflusses der Wieseth. Der vom Charbach abgezweigte Mühlgraben speist am westlichen Ortsrand einen weniger als zehn Ar großen Mühlteich. Gut hundert Meter nördlich beginnt der weite Kapellenwald.
Eine Gemeindeverbindungsstraße führt nach Charhof (0,5 km westlich) bzw. nach Birkach zur Kreisstraße AN 37 (1 km südlich).

## Geschichte
Der Ortsname bedeutet Waldmühle (ahd. har ‚Wald‘).
Charmühle lag im Fraischbezirk des ansbachischen Oberamtes Feuchtwangen. Im Jahr 1732 gab es ein Anwesen (eine Mühle). Grundherr war das Stadtvogteiamt Feuchtwangen. An den Verhältnissen hatte sich bis zum Ende des Alten Reiches nichts geändert. Von 1797 bis 1808 unterstand der Ort dem Justiz- und Kammeramt Feuchtwangen.
Mit dem Gemeindeedikt (frühes 19. Jahrhundert) wurde Charmühle dem Steuerdistrikt Weinberg und der Ruralgemeinde Vorderbreitenthann zugeordnet. Im Zuge der Gebietsreform in Bayern wurde diese am 1. Januar 1972 nach Feuchtwangen eingemeindet.

## Einwohnerentwicklung
| Jahr      | 001818 | 001840 | 001861 | 001871 | 001885 | 001900 | 001925 | 001950 | 001961 | 001970 | 001987 |
| Einwohner | *      | 5      | *      | 7      | 6      | 6      | 6      | 6      | 3      | 4      | 3      |
| Häuser    | *      | 1      |        |        | 1      | 1      | 1      | 1      | 1      |        | 1      |
| Quelle    | [ 10 ] | [ 11 ] | [ 12 ] | [ 13 ] | [ 14 ] | [ 15 ] | [ 16 ] | [ 17 ] | [ 18 ] | [ 19 ] | [ 1 ]  |

## Religion
Der Ort ist seit der Reformation evangelisch-lutherisch geprägt und bis heute nach Feuchtwangen gepfarrt. Die Einwohner römisch-katholischer Konfession waren ursprünglich nach Mariä Sieben Schmerzen (Weinberg) gepfarrt, heute ist die Pfarrei St. Jakobus der Ältere (Elbersroth) zuständig.